# Championnat d'Éthiopie de football 2017-2018
Navigation
Saison précédente Saison suivante
La saison 2017-2018 du Championnat d'Éthiopie de football est la soixante-douzième édition de la première division en Éthiopie, la Premier League. Elle regroupe, sous forme d'une poule unique, seize équipes du pays qui se rencontrent deux fois au cours de la compétition, à domicile et à l'extérieur. À l'issue de la saison, les trois derniers du classement sont relégués et remplacés par les trois meilleurs clubs de deuxième division. 
La saison s'achève sur une surprise puisque c'est le club de Jimma Aba Jifar FC, tout juste promu de deuxième division, qui remporte la compétition cette saison après avoir terminé en tête du classement final, ne devançant le quadruple tenant du titre, Saint-George SC qu'à la faveur d'une meilleure différence de buts. Ethiopian Coffee SC complète le podium, à cinq points du duo de tête. Il s'agit du tout premier titre de champion d'Éthiopie de l'histoire du club.

## Les clubs participants
- EEPCO
- Ethiopian Coffee Sport Club
- Awassa City FC
- Dedebit FC
- Fasil City FC
- Defence Force SC
- Sidama Coffee FC
- Adama City FC
- Arba Minch FC
- Dire Dawa City FC
- Mekele City FC - Promu de D2
- Saint-George SC
- Woldia SC
- Welayta Dicha FC
- Welwalo Adigrat University - Promu de D2
- Jimma Aba Jifar FC - Promu de D2

## Compétition
Le barème de points servant à établir les classements se décompose ainsi :
- Victoire : 3 points
- Match nul : 1 point
- Défaite : 0 point

### Classement
| Rang | Équipe                      | Pts | J  | G  | N  | P  | Bp | Bc | Diff |
| ---- | --------------------------- | --- | -- | -- | -- | -- | -- | -- | ---- |
| 1    | Jimma Aba Jifar FC P        | 55  | 30 | 15 | 10 | 5  | 39 | 15 | +24  |
| 2    | Saint-George SCT            | 55  | 30 | 14 | 13 | 3  | 40 | 19 | +21  |
| 3    | Ethiopian Coffee Sport Club | 50  | 30 | 14 | 8  | 8  | 38 | 22 | +16  |
| 4    | Mekele City FCP             | 49  | 30 | 13 | 10 | 7  | 26 | 16 | +10  |
| 5    | Adama City FC               | 44  | 30 | 11 | 11 | 8  | 32 | 26 | +6   |
| 6    | Dedebit FC                  | 41  | 30 | 11 | 8  | 11 | 36 | 31 | +5   |
| 7    | Fasil City FC               | 41  | 30 | 10 | 11 | 9  | 22 | 28 | -6   |
| 8    | Sidama Coffee FC            | 38  | 30 | 9  | 11 | 10 | 30 | 33 | -3   |
| 9    | Awassa City FC              | 36  | 30 | 8  | 12 | 10 | 27 | 33 | -6   |
| 10   | Dire Dawa City FC           | 35  | 30 | 7  | 14 | 9  | 16 | 17 | -1   |
| 11   | Welayta Dicha FC            | 35  | 30 | 8  | 11 | 11 | 25 | 27 | -2   |
| 12   | Defence Force SCC           | 35  | 30 | 9  | 8  | 13 | 23 | 26 | -3   |
| 13   | Welwalo Adigrat UniversityP | 35  | 30 | 8  | 11 | 11 | 22 | 32 | -10  |
| 14   | EEPCO                       | 35  | 30 | 9  | 8  | 13 | 32 | 47 | -15  |
| 15   | Arba Minch FC               | 33  | 30 | 8  | 9  | 13 | 25 | 32 | -7   |
| 16   | Woldia SC                   | 21  | 30 | 4  | 9  | 17 | 14 | 43 | -29  |

|  | Qualification pour la Ligue des champions de la CAF 2018-2019                           |
|  | Qualification pour la Coupe de la confédération 2018-2019                               |
|  | Relégation directe en deuxième division                                                 |
|  | T : Tenant du titre C : Vainqueur de la Coupe d'Éthiopie P : Promu de deuxième division |

## Bilan de la saison
| Championnat d'Éthiopie de football 2017-2018 |                                |
| Champion                                     | Jimma Aba Jifar FC (1er titre) |
| Coupes et trophées                           |                                |
| Vainqueur de la Coupe d'Éthiopie 2017-2018   | Defence Force SC               |
| Qualifications continentales                 |                                |
| Ligue des champions de la CAF 2018-2019      | Jimma Aba Jifar FC             |
| Coupe de la confédération 2018-2019          | Defence Force SC               |
| Promotions et relégations                    |                                |
| Promus en Premier League                     | Debub Police SC                |
| Promus en Premier League                     | Shire Endaselassie FC          |
| Promus en Premier League                     | Baher Dar Kenema FC            |
| Relégués en Second League                    | EEPCO                          |
| Relégués en Second League                    | Arba Minch FC                  |
| Relégués en Second League                    | Woldia SC                      |